# 다키아인

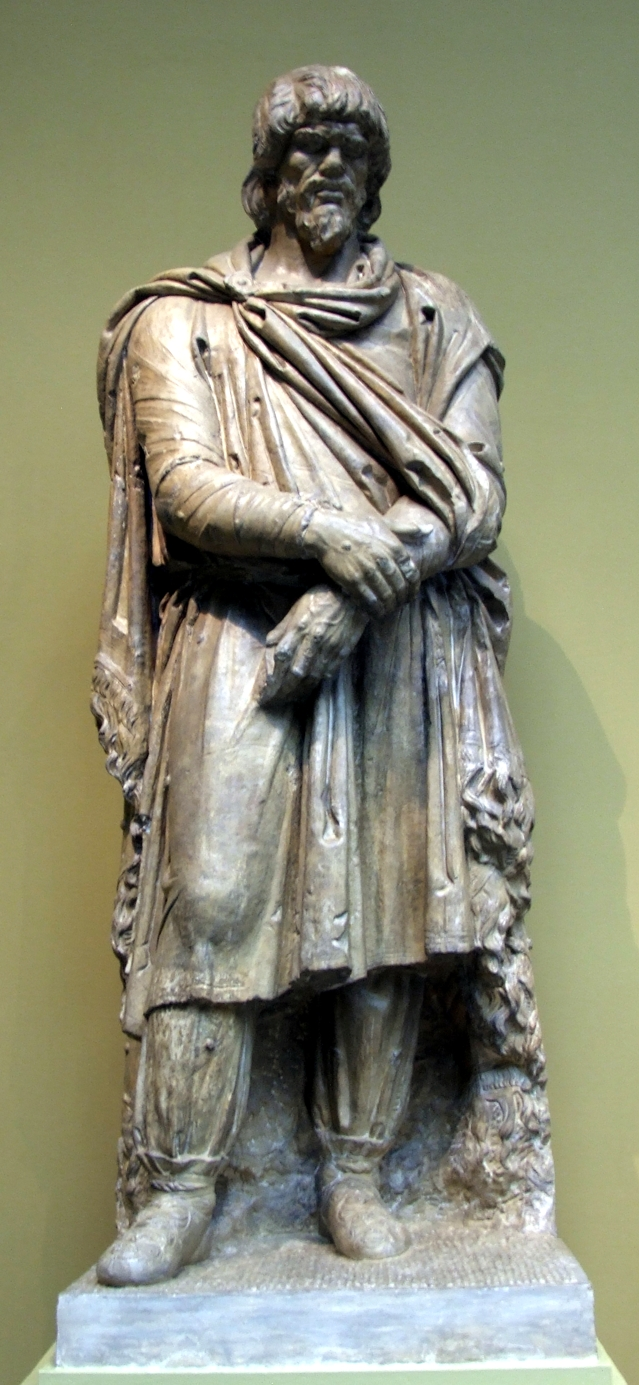

다키아인(영어: Dacians, 라틴어: Daci, 그리스어: Δάκοι)은 고대 다키아 지역에 거주하던 민족으로 트라키아인의 한 분파로 간주되고 있다. 이들의 후손은 루마니아인이며, 같은 트라키아인의 후손인 불가리아인과도 밀접한 관련이 있는 것으로 알려져 있다.

## 같이 보기
- 다키아
- 트라키아인

1. ↑  유럽 백과사전
2. ↑  유럽 백과사전